# David Elleray
David Elleray (Dover, 1954. szeptember 3.  – ) angol nemzetközi labdarúgó-játékvezető. Polgári foglalkozása földrajztanár.

## Pályafutása

### Nemzeti játékvezetés
A játékvezetői vizsgát 13 évesen 1968-ban tette le, 1983-ban lett a Football League, 1992–2003 között a Premier League  játékvezetője.

#### Nemzeti kupamérkőzések
Vezetett Kupa-döntők száma: 1.

##### FA Kupa
| Időpont         | Helyszín                | Mérkőzés típusa | Mérkőzés                     | Eredmény | Nézők száma |
| --------------- | ----------------------- | --------------- | ---------------------------- | -------- | ----------- |
| 1994. május 14. | Wembley Stadion, London | döntő           | Manchester United FC–Chelsea | 4 : 0    | 79 634      |

### Nemzetközi játékvezetés
Az Angol labdarúgó-szövetség Játékvezető Bizottsága (JB) terjesztette fel nemzetközi játékvezetőnek, a Nemzetközi Labdarúgó-szövetség (FIFA) 1992-től tartotta nyilván bírói keretében. Több nemzetek közötti válogatott és klubmérkőzést vezetett. Az angol nemzetközi játékvezetők rangsorában, a világbajnokság-Európa-bajnokság sorrendjében többedmagával a 7. helyet foglalja el 10 találkozó szolgálatával. Az aktív nemzetközi játékvezetéstől 2000-ben búcsúzott. Nemzetközi mérkőzéseinek száma 35 országban: 78.

#### Világbajnokság
A világbajnoki döntőhöz vezető úton Egyesült Államokba a XV., az 1994-es labdarúgó-világbajnokságra és Franciaországba a XVI., az 1998-as labdarúgó-világbajnokságra a FIFA JB bíróként alkalmazta. Franciaországban meghívást kapott, de iskolai elfoglaltsága miatt lemondta a közreműködést!

##### 1994-es labdarúgó-világbajnokság

###### Selejtező mérkőzés
| Időpont          | Helyszín                  | Mérkőzés típusa           | Mérkőzés         | Eredmény | Nézők száma |
| ---------------- | ------------------------- | ------------------------- | ---------------- | -------- | ----------- |
| 1993. január 24. | Nemzeti Stadion, Ta’ Qali | előselejtező (1. csoport) | Málta–Portugália | 0 : 1    | 11 500      |

##### 1998-as labdarúgó-világbajnokság

###### Selejtező mérkőzés
| Időpont              | Helyszín                         | Mérkőzés típusa                            | Mérkőzés              | Eredmény | Nézők száma |
| -------------------- | -------------------------------- | ------------------------------------------ | --------------------- | -------- | ----------- |
| 1996. augusztus 31.  | Baldvin király Stadion, Brüsszel | előselejtező (7. csoport)                  | Belgium–Törökország   | 2 : 1    | 33 024      |
| 1997. június 8.      | Népstadion, Budapest             | előselejtező (3. csoport)                  | Magyarország–Norvégia | 1 : 1    | 30 000      |
| 1997. szeptember 10. | Steaua Stadion, Bukarest         | előselejtező (8. csoport)                  | Románia–Izland        | 4 : 0    | 5 256       |
| 1997. november 6.    | King Fahd Stadion, Rijád         | Ázsia (AFC) zóna előselejtező (A. csoport) | Szaúd-Arábia–Kína     | 1 : 1    | 70 000      |

#### Európa-bajnokság
Az európai-labdarúgó torna döntőjéhez vezető úton Angliába a X., az 1996-os labdarúgó-Európa-bajnokságra és Belgiumba és Hollandiába a XI., a 2000-es labdarúgó-Európa-bajnokságra az UEFA JB játékvezetőként foglalkoztatta.

##### 1996-os labdarúgó-Európa-bajnokság

###### Selejtező mérkőzés
| Időpont           | Helyszín                            | Mérkőzés típusa           | Mérkőzés               | Eredmény | Nézők száma |
| ----------------- | ----------------------------------- | ------------------------- | ---------------------- | -------- | ----------- |
| 1994. október 12. | Wankdorf Stadion, Bern              | előselejtező (3. csoport) | Svájc–Svédország       | 4 : 2    | 24 000      |
| 1995. április 26. | Stock Parc Astrid Stadion, Brüsszel | előselejtező (2. csoport) | Belgium–Ciprus         | 2 : 0    | 17 703      |
| 1996. június 9.   | Old Trafford Stadion, Manchester    | selejtező (C. csoport)    | Németország–Csehország | 2 : 0    | 37 300      |

##### 2000-es labdarúgó-Európa-bajnokság

###### Selejtező mérkőzés
| Időpont            | Helyszín                   | Mérkőzés típusa           | Mérkőzés             | Eredmény | Nézők száma |
| ------------------ | -------------------------- | ------------------------- | -------------------- | -------- | ----------- |
| 1998. október 14.  | Nemzeti Stadion, Ramat-Gan | előselejtező (6. csoport) | Izrael–Spanyolország | 1 : 2    | 42 000      |
| 1999. október 9.   | Luzsnyiki Stadion, Moszkva | előselejtező (4. csoport) | Oroszország–Ukrajna  | 1 : 1    | 78 600      |
| 1999. november 13. | Nemzeti Stadion, Ramat-Gan | rájátszás                 | Izrael–Dánia         | 0 : 5    | 43 000      |

#### Nemzetközi kupamérkőzések
Vezetett Kupa-döntők száma: 2.

##### UEFA-szuperkupa
| Időpont         | Helyszín                    | Mérkőzés típusa     | Mérkőzés                    | Eredmény | Nézők száma |
| --------------- | --------------------------- | ------------------- | --------------------------- | -------- | ----------- |
| 1998. január 8. | Camp Nou Stadion, Barcelona | első döntő mérkőzés | Barcelona–Borussia Dortmund | 2 : 0    | 50 000      |

##### Interkontinentális kupa
| Időpont            | Helyszín               | Mérkőzés típusa | Mérkőzés                                           | Eredmény | Nézők száma |
| ------------------ | ---------------------- | --------------- | -------------------------------------------------- | -------- | ----------- |
| 1995. november 28. | Nemzeti Stadion, Tokió | döntő           | AFC Ajax–Grêmio Foot-Ball Porto Alegrense (brazil) | 0 : 0    | 47 129      |

## Sportvezetőként
Az aktív játékvezetést befejezve a FIFA JB és UEFA JB játékvezető ellenőr és oktató lett.

## Szakmai sikerek
Az IFFHS (International Federation of Football History & Statistics) 1987-2011 évadokról tartott nemzetközi szavazásán 151, játékvezető besorolásával minden idők 29, legjobb bírójának rangsorolta. A 2008-as szavazáshoz képest 5 pozíciót előbbre lépett.

## Magyar vonatkozás
| Időpont         | Helyszín                   | Mérkőzés típusa     | Mérkőzés               | Eredmény | Nézők száma |
| --------------- | -------------------------- | ------------------- | ---------------------- | -------- | ----------- |
| 1994. június 1. | Philips Stadion, Eindhoven | válogatott mérkőzés | Hollandia–Magyarország | 7 : 1    | 27 450      |